# 呉市警察
呉市警察（くれしけいさつ）は、かつて存在した広島県呉市の自治体警察。

## 概要
従来の広島県警察部が解体され、1948年（昭和23年）3月7日に呉市警察本部が設置された。
1954年（昭和29年）に新警察法が公布された。これにより国家地方警察と自治体警察が廃止され、新たに都道府県警察として広島県警察が発足。呉市警察も広島県警察に統合され、姿を消した。

## 組織
1953年現在
- 警務課
- 警備課
- 警ら交通課
- 防犯課
- 捜査課

## 警察署
- 呉警察署
- 広警察署